# Niki & The Dove
I Niki & The Dove sono un duo musicale svedese attivo dal 2010 e formato dalla cantante e produttrice Malin Dahlström e dal produttore Gustaf Karlöf.

## Storia
I Niki & The Dove, originari di Stoccolma, sono saliti alla ribalta nel 2011 aprendo i concerti degli Hurts. Alla fine dello stesso anno sono stati selezionati come finalisti per il premio per artisti emergenti Sound of 2012 della BBC, dove si sono classificati al 5º posto.
Il loro album di debutto, Instinct, è uscito a maggio 2012 ed è entrato alla 60ª posizione nelle classifiche sia in Regno Unito, sia in Svezia. Il disco è stato promosso attraverso la prima tournée del duo negli Stati Uniti d'America. Nello stesso anno hanno inoltre vinto un European Border Breakers Award per il miglior artista internazionale svedese. Il secondo album, Everybody's Heart Is Broken Now, è uscito su etichetta TEN Music Group nel 2016.

## Discografia

### Album in studio
- 2012 – Instinct
- 2016 – Everybody's Heart Is Broken Now

### EP
- 2011 – The Drummer

### Singoli
- 2011 – The Fox
- 2012 – DJ, Ease My Mind
- 2012 – Tomorrow
- 2012 – Somebody
- 2012 – Love to the Test
- 2015 – Play It on My Radio
- 2016 – So Much It Hurts
- 2017 – Coconut Kiss
- 2017 – Sushi King
- 2019 – Sister Brother Mother Father
- 2021 – Galvanize